# Terminal Aerodrome Forecast

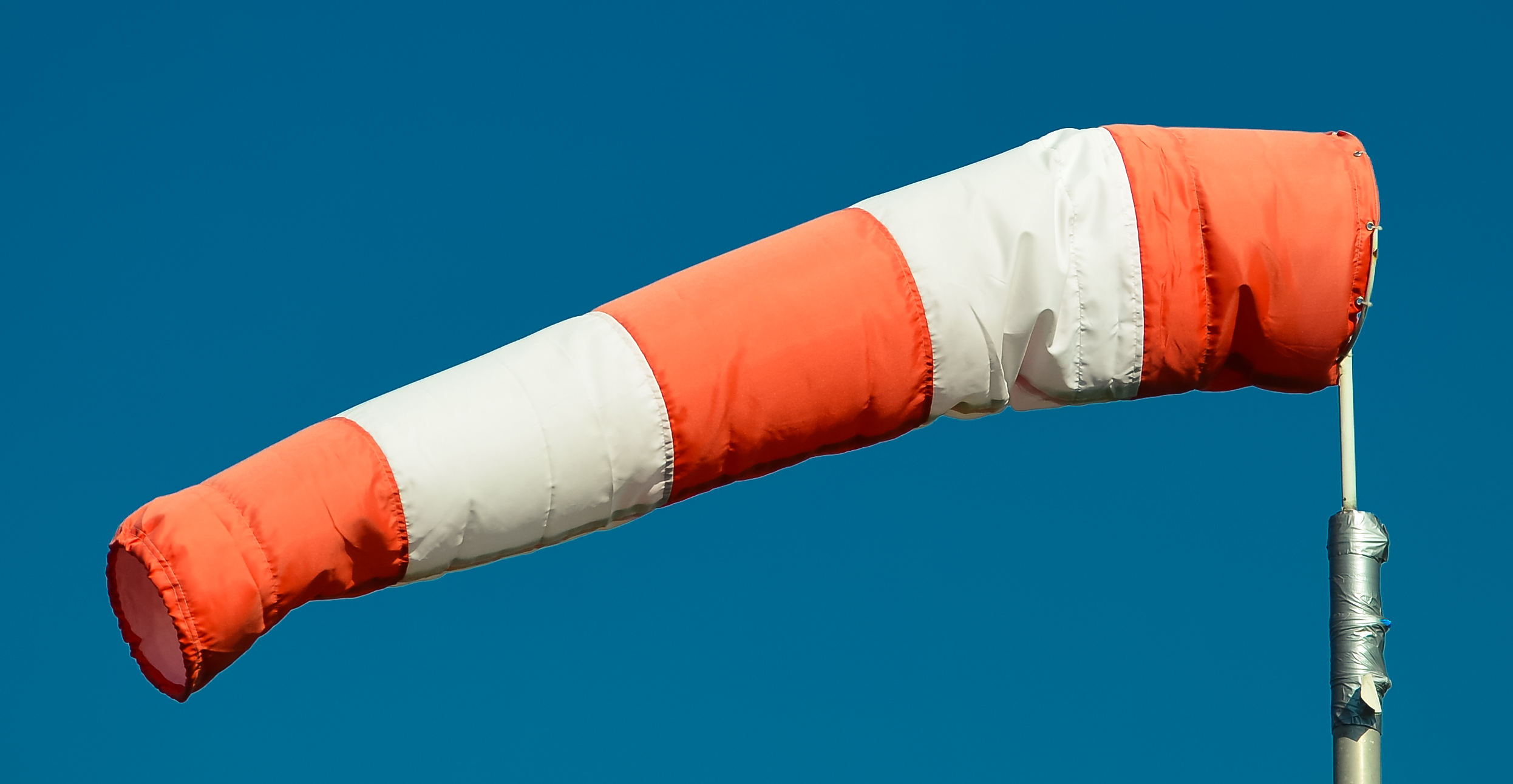
La manica a vento, utilizzata frequentemente per la misurazione di base di intensità e direzione del vento negli aeroporti

Un Terminal Aerodrome Forecast o TAF (in inglese: "previsione terminale di aerodromo") è una previsione meteorologica valida da 6 a 30 ore per un aerodromo e che utilizza una codifica equivalente al formato METAR. Il periodo coperto da queste previsioni dipende dalle ore di utilizzazione dell'aeroporto, dalla sua importanza e dalla lunghezza dei voli che vi arrivano, il tutto servendo alla pianificazione dei vettori aerei. Non tutti gli aeroporti hanno dei TAF, in quanto gli aerodromi di uso locale o ricreativo utilizzano in generale le previsioni regionale dell'aeronautica.
Queste previsioni sono emesse dai meteorologi dei paesi dove si trovano gli aeroporti a partire dai centri regionali di previsione meteorologica o da centri specializzati per l'aviazione, a seconda del paese. Utilizzano i modelli numerici di previsione meteorologica e la loro conoscenza degli effetti locali al fine di prevedere l'altezza delle nuvole, i venti, le precipitazioni e la visibilità per una zona di 10 miglia nautiche (18,52 km) intorno all'aeroporto.

## Sintassi
I TAF hanno una sintassi particolare, che può sembrare abbastanza complessa. I termini utilizzati in questo codice sono abbreviazioni che provengono da diverse lingue perché si tratta di un codice internazionale (ad es., SN per snow/neve, ma BR per mist/bruma). Ciononostante, le abbreviazioni sono il più spesso anglofone.
Le unità sono ugualmente variabili e provengono dalla storia dello sviluppo dell'aviazione oltre che dall'influenza americano-britannica nel campo. Si utilizzano così i piedi per l'altezza delle nuvole e i nodi per la velocità dei venti. Certe unità possono ciononostante variare secondo la regione. Si utilizzano ad esempio il metro al secondo in Russia per la velocità dei venti, le miglia terrestri per la visibilità in America, ma i metri in Europa, il tutto con l'accordo dell'ICAO.
Inoltre, dei fenomeni obbligatori descritti sotto, si possono avere sezioni supplementari come commenti o precisazioni come per segnalare la presenza di turbolenza, ecc. Su questo contenuto si hanno così accordi regionali (America del Nord, Europa, Asia, ecc.)

### Regole
Un TAF è diviso in diverse sezioni. Comincia dando l'aeroporto di previsione, il tempo di emissione e il periodo di validità. Le sezioni successive danno la previsione del vento, della visibilità, del tipo di precipitazioni e dello strato nuvoloso per ogni periodo di tempo significativo:
- BECMG (becoming in inglese, cioè "in divenire") designa un cambiamento completo graduale delle condizioni durante un certo periodo;
- FM (from in inglese, cioè "da") designa cambiamento rapido delle condizioni ad un'ora data;
- TEMPO (temporaneo) designa una condizione che può sopraggiungere temporaneamente durante il periodo citato, per meno di un'ora e non più della metà dell'intervallo di tempo indicato;
- PROBXX (probabilità del XX per cento) designa la probabilità che una condizione più pericolosa sopraggiunga durante il periodo considerato in un brevissimo lasso di tempo. Ad esempio, il rischio che sopraggiunga un temporale;

Quando è indicato un nuovo periodo, la previsione può dare tutti gli elementi del tempo durante questo periodo se sono molto diversi dal precedente, ma può ugualmente menzionare soltanto quelli che cambieranno in base a criteri dati. Ad esempio, se soltanto la condizione del vento cambia in maniera significativa, il nuovo periodo nel TAF indicherà solo il cambiamento del vento. I criteri di cambiamento significativo per ogni elemento meteorologico sono peculiari per un dato aeroporto, secondo gli strumenti di navigazione di cui dispone, oltre al passaggio tra le regole del volo strumentale e quelle del volo a vista.

### Codice
L'esempio del TAF seguente si riferisce all'aeroporto di Montréal, Québec (Canada), emesso il 3 dicembre 2007 alle ore 11:41 UTC:
```
TAF CYUL 031141Z 031212 06015G25KT 1/2SM SN VV004 TEMPO 1218 1/4SM 
+SN BLSN VV001 
FM1800Z 08015G25KT 1/2SM -SN BLSN VV003 TEMPO 1822 1SM -SN BLSN 
VV001 
BECMG 2022 24015G25KT 
FM2200Z 24015G25KT 11/2SM -SN VV007 
FM0200Z 25015G25KT 2SM -SN DRSN OVC010 
FM0800Z 25010KT 4SM -SN OVC020 
RMK NXT FCST BY 15Z= 
 
```

Primo periodo:
- TAF: previsione di aerodromo;
- CYUL: codice ICAO dell'Aeroporto Internazionale di Montréal-Pierre Elliott Trudeau;
- 031141Z: tempo di emissione secondo il formato jjHHHH (03 del mese alle ore 11:41 UTC);
- 031212: periodo di validtà secondo il formato jjHHhh (dal 03 alle ore 12:00 UTC fino alle ore 12:00 UTC del giorno seguente);
- 06015G25KT: vento con la direzione in gradi (060) e la velocità in nodi (15) con raffiche (G25) all'inizio della previsione;
- 1/2SM: visibilità in miglia (Statute Mile) (1,609 m), in questo caso 1/2 miglio (800 m);
- SN: precipitazioni e ostruzioni alla visibilità, in questo caso neve moderata (SN);
- VV004: copertura e altezza degli strati nuvolosi. In questo caso, poiché la visibilità è bassa nella precipitazione, il solo strato nuvoloso menzionato è la visibilità verticale (VV) di 400 piedi in multipli di 100 (004);
- TEMPO 1218 1/4SM +SN BLSN VV001: occasionalmente (TEMPO) alle ore 12:00 e 18:00 UTC, la visibilità sarà di 1/4 di miglio (400 metri) con neve forte (+SN) e scaccianeve alto (BLSN) con una visibilità verticale di 100 piedi (VV001) ;

Secondo periodo:
- FM1800Z 08015G25KT 1/2SM -SN BLSN VV003 TEMPO 1822 1SM -SN BLSN VV008 : a partire (FM per from, ossia "da") dalle ore 18:00 UTC (1800Z), i venti saranno da 080 gradi a 15 nodi con raffiche a 25 nodi (08015G25KT), la visibilità di 1/2 miglio per neve debole e scaccianeve alto (1/2SM -SN BLSN) et la visibilità verticale di 300 piedi (VV003). Occasionalmente fra le ore 18:00 UTC e 22:00 UTC (TEMPO 1822) la visibilità risalirà a 1 miglio in condizioni di neve debole e di scaccianeve (1SM -SN BLSN) e la visibilità verticale sarà di 800 piedi (VV008) ;

Terzo periodo:
- BECMG 2022 24015G25KT: tra le ore 20:00 e le 22:00 UTC i venti diventeranno (BCMG per becoming, "in divenire") di 240 gradi a 15 con raffiche a 25 (24015G25KT). Le altre condizioni non cambiano;

Quarto periodo:
- FM2200Z 24015G25KT 11/2SM -SN VV007: a partire dalle ore 22:00 UTC i venti saranno di 240 gradi a 15 nodi con raffiche a 25. La visibilità sarà di 1,5 miglia (2,4 km) nella neve debole con una visibilità verticale di 700 piedi;

Quinto periodo:
- FM0200Z 25015G25KT 2SM -SN DRSN OVC010: a partire dalle ore 02:00 UTC, i venti saranno di 250 gradi a 15 nodi con raffiche a 25. La visibilità sarà di 2 miglia (3,2 km) in condizioni di neve debole e scaccianeve basso (DRSN); il cielo sarà coperto da nuvole a 1.000 piedi (700 m) (OVC010... OVC per overcast, ovvero "nuvoloso, coperto");

Sesto periodo:
- FM0800Z 25010KT 4SM -SN OVC020: a partire dalle ore 08:00 UTC, i venti saranno di 250 gradi a 10 nodi. La visibilità sarà di 4 miglia (6,4 km) in condizioni di neve debole ed il cielo sarà coperto a 2.000 piedi (700 m);

Commento:
- RMK NXT FCST BY 15Z=: la prossima previsione sarà emessa alle ore 15:00 UTC.

### Tendenza
Certi paesi, come gli Stati Uniti e la Gran Bretagna, emettono TAF tronchi chiamati TREND per gli aeroporti militari. Si tratta di una previsione di breve periodo, a due ore, che viene emanata in seguito al METAR emesso per un aeroporto. Questi TREND, ricavati dal TAF ufficiale, sono emanati dal tecnico di meteorologia che invia la sua osservazione o da un meteorologo sul posto in aeroporto, come informazione supplementare ai piloti. Ecco un esempio:
```
METAR EGYM 291350Z 29010KT 8000 -RADZ FEW010 SCT037 OVC043
           10/07 Q1008 BLU TEMPO 7000 -RADZ SCT020 WHT=
```

Il METAR di EGYM (aeroporto della Royal Air Force a Markham in Gran Bretagna) alle ore 13:50 UTC del giorno 29 del mese dà come condizione dei venti di 290 gradi, una visibilità di 8.000 metri in condizioni di pioggia debole e di pioviggine (-RADZ) con qualche nuvola a 1.000 piedi, nuvole sparse a 3.700 piedi e coperto a 4.300 piedi. La temperatura è di 10 °C con un punto di rugiada di 7, il blocco altimetrico è di 1.008 hPa e la condizione di volo è blu (BLU) per i militari.
La parte TREND segue con TEMPO 7000 -RADZ SCT020 WHT: occasionalmente la visibilità può scendere a 7 km in condizioni di pioggia debole e di pioviggine con nuvole sparse a 2.000 piedi. Questa condizione è bianca (WHT per white) per i militari.